# 桑田靖子
桑田 靖子（くわた やすこ、本名：池田咲恵子、1967年10月30日 - ）は、日本の女性歌手・タレント。身長156cm、血液型はA型。福岡県直方市出身。堀越高等学校卒業。

## 来歴
小学生時から歌が得意でちびっこのど自慢大会などに多数出演した。初めて人前で歌を歌ったのは、小学1年生の時に町の祭りで桜田淳子の曲『わたしの青い鳥』を歌ったことだったという。小学6年生の時から、かつて松田聖子も通っていた地元・福岡の歌謡学校に通い始める。1980年（中学1年）に梓みちよの「よろしかったら」を歌い福岡音楽祭にてグランプリを獲得、1981年（中学2年）には文化放送主催のオーディション「全日本ヤング選抜スターは君だ」で優勝、同年8月に上京し、1年半ほど声楽家の松田トシの元で基礎レッスンを積む。1982年には「東芝・タレントスカウトキャラバン」でも優勝し、大手事務所サンミュージックプロダクション所属となる。
1983年3月21日、シングル「脱・プラトニック」で東芝EMIからレコードデビュー。キャッチフレーズは「これは、16歳の戒厳令だ。」（一般的には「クラスで5番目に可愛い女の子」がキャッチフレーズとして浸透しているが、桑田本人は「公式ではない」と否定している）。抜群の高い歌唱力が売りだった。同年デビューの歌手に大沢逸美、森尾由美、松本明子、小林千絵、THE GOOD-BYE、岩井小百合、いとうまい子、原真祐美、小出広美などがいた。前年の「花の82年組」と比べ目立って売れたアイドルが存在しなかったため「不作の83年組」と言われた。明るいキャラクターでバラエティ番組『天才・たけしの元気が出るテレビ!!』などにレギュラー出演し、ラジオパーソナリティなどもこなした。
1988年に音楽活動に専念したい理由から、デビュー当時から所属していたサンミュージックプロダクションを辞める。1990年代に入ってから自身のライブ活動、アニソン、コーラス業などで活動し「咲恵子（さえこ）」、「Sae」の名でも活動。1990年代後半から2000年代前半にかけて、出身地の福岡に戻り、九州朝日放送や福岡放送でリポーターや、テレビ出演をしていたこともあった。2010年より、桑田靖子名義でライブ活動開始。
2011年10月23日、約15年振りの新曲「アナタノウタ」がiTunes Store、各種着うたサイトにて配信される。
2013年10月23日、デビュー30周年記念オリジナルアルバム「アナタノウタ」を発売。
2015年5月27日、オリジナルアルバム「わたしの歩むみち」を発売。
2016年5月25日、オリジナルアルバム「幸せのトビラ」を発売。
2018年6月1日、テレビ朝日の生放送バラエティ番組『スマートフォンデュ』に出演、デビュー曲「脱・プラトニック」を披露した。
2018年7月27日、投票で2か月連続上位となり、テレビ朝日の生放送バラエティ番組『スマートフォンデュ』に2度目の出演、第4弾シングル「マイジョイフルハート」を披露した。
2018年11月19日・20日、東京銀座博品館劇場にてデビュー35周年を記念して、同期デビューの大沢逸美、森尾由美、小林千絵、松本明子、徳丸純子、木元ゆうこを集めライブイベント「83年組アイドル　―不作と言われた私たち「お神セブン」と申します―」を開催。
2019年11月8日、通算10枚目のオリジナルアルバム「夢みるように生きましょう」発売。
2023年9月29日・9月30日、東京銀座博品館劇場にて、83年組デビュー40周年を記念して「お神セブン再結集」開催。

## エピソード
- デビュー時のプロモーション活動は、デビュー日ギリギリ直前まで顔を出さず、歌声だけを公開するという従来とは逆パターンの方法で行った[2]。こういったことから正式デビュー前に、ラジオ文化放送の『吉田照美の夜はこれから てるてるワイド』に、名前を名乗らずいきなり乱入し、『脱・プラトニック』をアカペラで歌った。これは数日繰り返され、吉田照美には知らされていない内容ではあったが、勿論、企画である[要出典]。
- アイドル時代は自身のルックスに対して、非常にコンプレックスを持ち、街を歩いてると知らない人から「あなたがなんでアイドルでデビューしてるの。そんなブッサイクなのに」と頻繁に直接言われたりもした[11]。
- 堀越高校では同級生に岡田有希子、倉沢淳美、高部知子、長山洋子、永瀬正敏、菊地陽子、本田美奈子、松本友里、長沢由利香、河上幸恵、松尾久美子、南野陽子、宮崎ますみ、柴田くに子、森奈みはる、田中久美、片岡孝太郎などがいた。
- 1986年に発売予定だったシングル「コンクリートを抱きしめて」は、発売直前の同じ事務所所属であり、クラスメイトである岡田有希子の自殺の影響で「ララバイを抱きしめて」と改題され、当初B面の予定だった「JUST」がA面として発売された。
- 「8時だョ!全員集合」の体操のコーナーで、男性とペアを組むのが嫌で楽屋にこもってしまい、本番に出なかったことがある[12]。
- 弟は福岡大大濠高校で野球をやっていたことがあり、1989年の夏の甲子園に出場している[13][14]。

## 出演

### テレビ
- 花の女子校 聖カトレア学園（テレビ東京）
- 天才・たけしの元気が出るテレビ!!（1985年4月 - 1988年1月、日本テレビ）
- でたがりサンデー45（名古屋テレビ）
- ドラマ女の手記「激写狩人フォトハンター」（テレビ東京）
- 暴れん坊将軍III 第2話「大奥に咲いた危険な恋」 - お光（1988年、テレビ朝日・東映）
- 燃えてトライアル（NHK総合）
- 第7回 ももいろ歌合戦 お神セブン[15] として出場 なんてったってアイドルを歌唱（インターネットテレビABEMA、2023年12月31日）

### ラジオ
- キラキラサンデー 健次と靖子のおもしろランド（文化放送） - 長江健次とコンビでパーソナリティーを務める
- 三人娘のひみつ大好き（文化放送） - 岩井小百合、小出広美とトリオでパーソナリティーを務める
- おはようパンたオジら!（ラジオたんぱ） - 水曜パーソナリティ
- ジョイフルポップ「日本のロック・ニューミュージック」（NHK-FM） - 中川勝彦とコンビでパーソナリティーを務める
- Pop Houseでネ（中部日本放送） - 1986年・1987年当時、毎週日曜日22:00〜22:30[1]
- 桑田靖子 JOYFUL PASSPORT（2014年10月 - 2016年10月、調布FM） - 北海道から九州までネット放送。アシスタントは中島理絵子
- 加藤裕介の横浜ポップJ（2016年10月 - 2021年3月、アールエフラジオ日本） - 水曜パートナー

### 舞台
- ケンジ先生（演劇集団キャラメルボックス）

### CM
- マリンバ（江崎グリコ）

## ディスコグラフィ

### シングル
| #                          | 発売日               | A/B面                | タイトル                  | 作詞                 | 作曲                 | 編曲                 | 規格品番             | オリコン 最高位      |
| 東芝レコード/東芝EМI       | 東芝レコード/東芝EМI | 東芝レコード/東芝EМI | 東芝レコード/東芝EМI      | 東芝レコード/東芝EМI | 東芝レコード/東芝EМI | 東芝レコード/東芝EМI | 東芝レコード/東芝EМI | 東芝レコード/東芝EМI |
| -------------------------- | -------------------- | -------------------- | ------------------------- | -------------------- | -------------------- | -------------------- | -------------------- | -------------------- |
| 1                          | 1983年 3月21日       | A面                  | 脱・プラトニック          | 売野雅勇             | 芹澤廣明             | 萩田光雄             | TP-17470             | 50位                 |
| 1                          | 1983年 3月21日       | B面                  | ラブ or ロンリー          | 売野雅勇             | 芹澤廣明             | 萩田光雄             | TP-17470             | 50位                 |
| 2                          | 1983年 6月21日       | A面                  | 愛・モラル                | 売野雅勇             | 芹澤廣明             | 馬飼野康二           | TP-17505             | 73位                 |
| 2                          | 1983年 6月21日       | B面                  | 星屑のメモリー            | 売野雅勇             | 芹澤廣明             | 馬飼野康二           | TP-17505             | 73位                 |
| 3                          | 1983年 10月1日       | A面                  | もしかして・ドリーム      | 売野雅勇             | 芹澤廣明             | 馬飼野康二           | TP-17527             | 71位                 |
| 3                          | 1983年 10月1日       | B面                  | 午前6時のラブソング       | 売野雅勇             | 芹澤廣明             | 馬飼野康二           | TP-17527             | 71位                 |
| 4                          | 1984年 1月21日       | A面                  | マイ・ジョイフル・ハート  | 来生えつこ           | 来生たかお           | 馬飼野康二           | TP-17580             | 81位                 |
| 4                          | 1984年 1月21日       | B面                  | たそがれステーション      | 竜真知子             | 馬飼野康二           | 馬飼野康二           | TP-17580             | 81位                 |
| 5                          | 1984年 4月28日       | A面                  | あいにく片想い            | 来生えつこ           | 来生たかお           | 萩田光雄             | TP-17604             | 63位                 |
| 5                          | 1984年 4月28日       | B面                  | 愛はひとつだけ            | 売野雅勇             | 芹澤廣明             | 萩田光雄             | TP-17604             | 63位                 |
| 6                          | 1984年 8月18日       | A面                  | ガラスのラブレター        | 小林和子             | 来生たかお           | 新川博               | TP-17645             | 87位                 |
| 6                          | 1984年 8月18日       | B面                  | サイレント物語            | 小林和子             | 濱田金吾             | 新川博               | TP-17645             | 87位                 |
| 7                          | 1984年 11月21日      | A面                  | ひそやかな反乱            | 売野雅勇             | 芹澤廣明             | 萩田光雄             | TP-17668             | 66位                 |
| 7                          | 1984年 11月21日      | B面                  | 冬の星座                  | 売野雅勇             | 芹澤廣明             | 萩田光雄             | TP-17668             | 66位                 |
| 8                          | 1985年 4月20日       | A面                  | うれしはずかし うっふっふ | 華盛開               | 華盛開               | 萩田光雄             | TP-17708             | 88位                 |
| 8                          | 1985年 4月20日       | B面                  | 壊れた橋                  | 華盛開               | 華盛開               | 竜崎孝路             | TP-17708             | 88位                 |
| 9                          | 1985年 9月28日       | A面                  | 晩秋                      | 森亜練               | 花岡優平             | 若草恵               | TP-17775             | 193位                |
| 9                          | 1985年 9月28日       | B面                  | 二年目のクリスマス        | 華盛開               | 華盛開               | 若草恵               | TP-17775             | 193位                |
| 10                         | 1986年 5月22日       | A面                  | JUST                      | FUMIKO               | 伊藤銀次             | 丸山恵市             | TP-17852             | 141位                |
| 10                         | 1986年 5月22日       | B面                  | ララバイを抱きしめて      | 秋元康               | 伊藤銀次             | 丸山恵市             | TP-17852             | 141位                |
| 11                         | 1986年 10月22日      | A面                  | 僕たちのRun away          | 竜真知子             | NOBODY               | 鷺巣詩郎             | TP-17899             | 140位                |
| 11                         | 1986年 10月22日      | B面                  | オーロラの瞬間            | YASUKO               | 岡本朗               | 鷺巣詩郎             | TP-17899             | 140位                |
| ビクターエンタテインメント |                      |                      |                           |                      |                      |                      |                      |                      |
| 12                         | 1994年 2月23日       | 01                   | HEART TO HEART            | 渡辺なつみ           | 鶴由雄               | 鶴由雄               | VIDL-10491           | -                    |
| 東芝レコード/東芝EМI       |                      |                      |                           |                      |                      |                      |                      |                      |
| 13                         | 1996年 3月27日       | 01                   | 永遠の時                  | 秋山たまよ           | 福田裕彦             | 福田裕彦             | TODT-3688            | -                    |
| 14                         | 1996年 7月24日       | 01                   | 稲妻を刺せ!               | 里乃塚玲央           | 白川明               | 南利一               | TODT-3787            | -                    |

マキシシングル
| CD発売日  | タイトル     | 作詞     | 作曲     | 編曲                | リリース元  | 配信開始日 |
| 2024/3/21 | 幸せのチカラ | 桑田靖子 | 桑田靖子 | 古川ヒロシ/加藤智子 | LITTLE WING | 2024/3/21  |
| 2024/3/21 | 桜雪         | 桑田靖子 | 桑田靖子 | 古川ヒロシ/加藤智子 | LITTLE WING | 2024/5/29  |

### アルバム

#### オリジナル・アルバム
- 7. 「アナタノウタ」（2013年10月23日/インディーズ／KYLW-1001）

| # | タイトル     | 作詞         | 作曲              | 編曲              |
| 1 | アナタノウタ | 桑田靖子     | 桑田靖子/加藤智子 | 古川ヒロシ        |
| 2 | 月下美人     | 桑田靖子     | 桑田靖子/加藤智子 | 古川ヒロシ        |
| 3 | 運命(さだめ) | 桑田靖子     | 桑田靖子/加藤智子 | 古川ヒロシ        |
| 4 | 感情と情熱   | 桑田靖子     | 数野豊            | 数野豊/古川ヒロシ |
| 5 | 追憶         | 荒木とよひさ | 根本要            | 古川ヒロシ        |
| 6 | 天蓋花       | 桑田靖子     | 桑田靖子/加藤智子 | 加藤智子          |
| 7 | 祈り         | 桑田靖子     | 桑田靖子/加藤智子 | 古川ヒロシ        |
| 8 | 恋心         | 桑田靖子     | 桑田靖子/加藤智子 | 古川ヒロシ        |
| 9 | 共に・・・   | 桑田靖子     | 桑田靖子/加藤智子 |                   |

- 8. 「わたしの歩むみち」（2015年5月27日/インディーズ／KYLW-1002）

| # | タイトル             | 作詞     | 作曲              | 編曲                |
| 1 | 愛ならばあいでしょう | 桑田靖子 | 桑田靖子          | 古川ヒロシ          |
| 2 | 東の窓               | 桑田靖子 | 桑田靖子/加藤智子 | 加藤智子            |
| 3 | 愛とは…              | 桑田靖子 | 桑田靖子          | 加藤智子            |
| 4 | 茉莉花のひと         | 桑田靖子 | 桑田靖子          | 加藤智子            |
| 5 | 遠賀の風             | 桑田靖子 | 桑田靖子          | 加藤智子/古川ヒロシ |
| 6 | おかえりなさい       | 桑田靖子 | 桑田靖子          | 加藤智子            |
| 7 | 青い季節             | 桑田靖子 | 桑田靖子/加藤智子 | 古川ヒロシ          |
| 8 | 世界は愛であふれてる | 桑田靖子 | 桑田靖子          | 加藤智子/古川ヒロシ |

- 9. 「幸せのトビラ」（2016年5月25日/インディーズ／KYLW-1003）

|   | タイトル                        | 作詞     | 作曲              | 編曲       |
| 1 | Fly Away                        | 桑田靖子 | 桑田靖子/加藤智子 | 加藤智子   |
| 2 | 君ともう一度～GOLDRUSH 夢の道～ | 桑田靖子 | 桑田靖子          | 古川ヒロシ |
| 3 | 根っこのうた                    | 桑田靖子 | 桑田靖子          | 加藤智子   |
| 4 | しあわせになろう                | 桑田靖子 | 桑田靖子          | 加藤智子   |
| 5 | 賛歌                            | 桑田靖子 | 桑田靖子          | 加藤智子   |
| 6 | 主婦のうた                      | 桑田靖子 | 桑田靖子          | 加藤智子   |
| 7 | 蝉時雨の記憶                    | 桑田靖子 | 桑田靖子/加藤智子 | 加藤智子   |
| 8 | 目覚め                          | 桑田靖子 | 桑田靖子          | 古川ヒロシ |
| 9 | 幸せのトビラ                    | 桑田靖子 | 桑田靖子          | 古川ヒロシ |

- 10. 「夢みるように生きましょう」（2019年11月8日/インディーズ／KYLW-1004）

| # | タイトル       | 作詞     | 作曲              | 編曲       |
| 1 | we LOVed!      | 桑田靖子 | 桑田靖子          | 加藤智子   |
| 2 | Shooting☆Star  | 桑田靖子 | 桑田靖子          | 加藤智子   |
| 3 | マリオネット   | 桑田靖子 | 桑田靖子/加藤智子 | 加藤智子   |
| 4 | 泡だま         | 桑田靖子 | 桑田靖子          | 古川ヒロシ |
| 5 | メッセージ     | 桑田靖子 | 桑田靖子          | 古川ヒロシ |
| 6 | 心にwildな花を | 桑田靖子 | 桑田靖子          | 加藤智子   |
| 7 | セレナーデ     | 桑田靖子 | 古川ヒロシ        | 古川ヒロシ |

#### ベスト・アルバム
- 桑田靖子 CDベストナウ（1987年2月25日/東芝EMI〈東芝レコード〉／CA32-1353）
- 桑田靖子 ゴールデン☆ベスト（2002年11月20日／TOCT-10885〜6） ※2011年11月23日に再販。
- 桑田靖子 NEW BEST 1500（2005年8月24日／TOCT-11032）

#### その他
- ちぇりーげいる金・疾風怒涛音楽編（1988年10月25日/ワーナー・パイオニア〈ワーナー・ブラザース〉／LP：28L1-0023、CD：32L2-0023） ※歌唱曲5曲を収録。
  - Fade In（作詞：国分広城／作曲：MAYUMI）
  - White Heart（作詞：国分広城／作曲：牧野信博）
  - Peace Of My Heart（作詞：桑田靖子／作曲：中津賢也）
  - Is It Love?（作詞：国分広城・桑田靖子／作曲：増田泉）
  - Never Again（作詞：国分広城／作曲：MAYUMI）
- キャーッ!! おっかけ立志編 (1991年5月24日/東芝EMI〈東芝レコード〉／TOCT-6152） ※歌唱曲2曲を収録。
  - おっかけ天国！（作詞：村田順子／作曲：野村義男）
  - ガラスのSTARLIGHTハリケーン（作詞：村田順子／作曲：野口久和）
- イ・リ・ア；ゼイラム THE ANIMATION オリジナル・サウンドトラック（1994年8月24日/ビクターエンタテインメント／VICL-530） ※歌唱曲1曲を収録。
  - 夢は遠いけれど（作詞：白峰美津子／作曲：安部隆雄）
- なんでもQ 歌のアルバム大全集〜はてなのはね〜（2000年6月21日/日本コロムビア／COCX-30959） ※歌唱曲1曲を収録。
  - イモムシロック（作詞：里乃塚玲央／作曲：つのごうじ）

### タイアップ曲
| 年     | 楽曲                 | タイアップ                                                      |
| ------ | -------------------- | --------------------------------------------------------------- |
| 1983年 | もしかして・ドリーム | グリコ「マリンバ」CMソング                                      |
| 1994年 | HEART TO HEART       | テレビ朝日系テレビアニメ「勇者警察ジェイデッカー」OP主題歌      |
| 1996年 | 稲妻を刺せ!          | テレビ東京系テレビアニメ「爆走兄弟レッツ&ゴー!!」イメージソング |